# RHC80267
RHC80267은 다이아실글리세롤 라이페이스의 저해제이다. 다이아실글리세롤 라이페이스는 다이아실글리세롤로부터 엔도칸나비노이드인 2-아라키도노일글리세롤을 생성한다.

## 같이 보기
- 다이아실글리세롤
- 다이아실글리세롤 라이페이스